# Enis Bardhi
Enis Bardhi (mazedonisch Енис Барди; UEFA-Schreibweise: Enis Bardi; * 2. Juli 1995 in Skopje) ist ein nordmazedonischer Fußballspieler, der seit Januar 2025 beim türkischen Erstligisten Bodrum FK unter Vertrag steht. Der offensive Mittelfeldspieler ist seit März 2015 nordmazedonischer Nationalspieler.

## Karriere

### Verein
Der in Skopje geborene Enis Bardhi begann seine fußballerische Karriere in der Jugend des KF Shkupi, von dort er im Sommer 2013 in die Nachwuchsabteilung des dänischen Erstligisten Brøndby IF. Bereits nach einem halben Jahr schloss sich der Offensivspieler dem KSF Prespa Birlik aus der vierthöchsten schwedischen Spielklasse an, wo er mit einem Einjahresvertrag ausgestattet wurde. Bardhi bestritt in seiner Zeit beim Verein aus Malmö zehn Ligaspiele, in denen er fünf Tore erzielte.
Im August 2014 absolvierte er ein Probetraining bei Újpest Budapest und am 29. August 2014 unterzeichnete er einen Dreijahresvertrag beim ungarischen Erstligisten. Sein Ligadebüt bestritt er am 14. September 2014 (7. Spieltag) bei der 0:2-Auswärtsniederlage gegen den Videoton FC, in der er bereits starten durfte. Bardhi schaffte es daraufhin sich rasch als Stammspieler zu etablieren. Rund einen Monat später beförderte er seine Mannschaft mit seinem ersten Saisontor und zwei Torvorlagen zum 3:2-Sieg im Heimspiel gegen den Nyíregyháza Spartacus FC. In dieser Saison 2014/15 kam er in 21 Ligaspielen zum Einsatz, in denen ihm zwei Treffer und drei Vorlagen gelangen. Seinen Status als Stammkraft konnte er in der darauffolgenden Spielzeit 2015/16 beibehalten, in der er in 29 Ligaeinsätzen sechs Mal traf. Den endgültigen Durchbruch als Leistungsträger schaffte er in der Saison 2016/17. Am 13. August 2016 (5. Spieltag) machte er beim 3:1-Heimsieg gegen den Gyirmót FC Győr den ersten Doppelpack seiner Laufbahn. Mit 12 Toren und sieben Vorlagen in 29 Ligaspielen gehörte er in dieser Spielzeit zu den gefährlichsten Offensivspielern der Liga.
Am 17. Juli 2017 wagte er mit seinem Wechsel zum spanischen Erstligisten UD Levante den Gang in eine europäische Spitzenliga. Am 21. August 2017 (1. Spieltag) debütierte er beim 1:0-Heimsieg gegen den FC Villarreal in der LaLiga. Bereits fünf Tage später (2. Spieltag) erzielte er beim 2:2-Unentschieden gegen Deportivo de La Coruña per Freistoß sein erstes Tor. Mit zwei weiteren Treffern in den nächsten Wochen schaffte er es seinen Platz in der Startelf zu festigen, rutschte aber in einer massiven Schwächephase im neuen Jahr aus dieser wieder hinaus. Erst zum Saisonfinish spielte er wieder häufig und mit jeweils zwei Doppelpacks bei überraschenden Siegen gegen Athletic Bilbao und den FC Barcelona trug er wesentlich zum Klassenerhalt der Granotas bei. Seine erste Spielzeit 2017/18 beendete er mit neun Toren und einer Vorlage, die ihm in 26 Ligaeinsätzen gelangen. In der nächsten Saison 2018/19 war er unumstrittener Stammspieler und bestritt 36 Ligaspiele, in denen er drei Treffer und vier Assists sammeln konnte. Diesen Status behielt er auch in der Spielzeit 2019/20 inne, in der ihm in 30 Ligaeinsätzen sieben Tore und drei Vorlagen gelangen. In der Saison 2020/21 absolvierte er 26 Ligaspiele mit einem Tor und zwei Vorlagen.

### Nationalmannschaft
Als ethnischer Albaner hatte er die Möglichkeit sowohl für die mazedonische als auch für die albanische Nationalmannschaft aufzulaufen. Bardhi repräsentierte Mazedonien auf verschiedenen U-Ebenen, liebäugelte danach aber öffentlich mit einem Wechsel zu Albanien. Schließlich entschied er sich aber doch für Mazedonien (seit 2019 Nordmazedonien), für die er am 27. März 2015 bei einer 1:2-Heimniederlage gegen Belarus in der Qualifikation zur Europameisterschaft 2016 sein Länderspieldebüt gab. Seit September 2017 ist er regelmäßig für die Crveni Risovi im Einsatz. Am 9. Oktober 2017 gelang ihm beim 4-0-Heimsieg gegen Liechtenstein im Qualifikationsspiel zur Weltmeisterschaft 2018 sein erstes Länderspieltor. Für die EM 2021 wurde er in den nordmazedonischen Kader nominiert, kam aber mit diesem nicht über die Gruppenphase hinaus.

## Erfolge

### Verein
Újpest Budapest
- Szuperkupa: 2014

### Individuell
- Nordmazedoniens Fußballer des Jahres: 2017